# Parque natural nacional de Dvorichanskyi
Parque natural nacional de Dvorichanskyi (en ucraniano: Дворічанський національний природний парк) es un parque nacional ucraniano, situado en la margen derecha del río Oskil, en el este de Ucrania. Fue creado el 11 de diciembre de 2009, mediante un decreto presidencial firmado por el entonces presidente de Ucrania Víktor Yúshchenko. El parque está situado en el distrito administrativo (raión) de Kupiansk, en el óblast de Járkov, muy cerca de la frontera con Rusia. Abarca 3131 hectáreas de tierras de propiedad estatal.

## Topografía
El parque tiene una topografía muy agreste, con muchos valles y pendientes.

## Flora y Fauna
La roca caliza y los suelos de la estepa caliza crean un ecosistema único, razón por la cual el parque cuenta con numerosas especies de plantas como Artemisia nutans, Artemisia salsoloides, Artemisia hololeuca, Hyssopus cretaceus, Scrophularia cretacea, Matthiola fragrans, Linum usitatissimum y Androsace koso-poljanskii. El 30% de las especies vegetales son endémicas de la zona.
El parque alberga una numerosa colonia de marmotas.

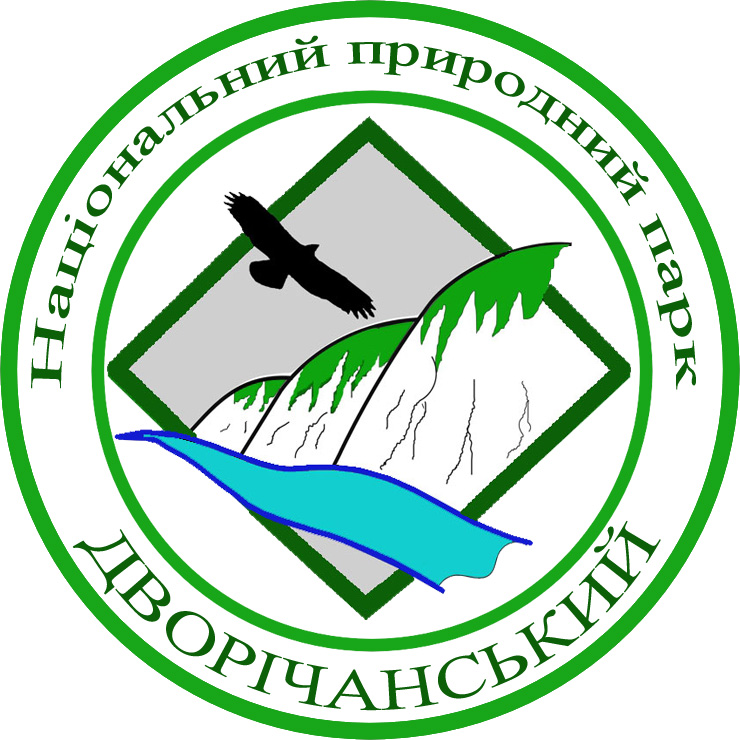
Logo del parque